# Aart Stolk
Adrianus (Aart) Stolk (Gouda, 24 januari 1900 - aldaar, 30 april 1969) was een Nederlandse plateelschilder, keramist en designer.

## Leven en werk
Stolk werd in 1900 geboren als zoon van de touwslager Anthonie Stolk en van Annigje Schouten. Op zeer jeugdige leeftijd, hij was elf jaar, begon hij als plateelschilder te werken. In 1919 kwam hij in dienst bij de plateelfabriek Zenith, van de familie Van der Want in Gouda. In de loop der jaren ontwikkelde hij zich tot een van de belangrijkste plateelschilders van het bedrijf. Na gedurende een korte periode elders te hebben gewerkt werd hij chef van de schilderafdeling. Hij ontwierp diverse decors voor het plateel van Zenith, waaronder het decors de "Pauw" en "Bloesem". Ook het decor "Soir" wordt aan hem toegeschreven. Na 1935 verschenen er van zijn hand ook grote tegeltableaus en bordpatronen in Delfts blauw. Hij maakte onder meer in opdracht van de bond van gepensioneerden bij de Nederlandse spoor- en tramwegen ter gelegenheid van het honderdjarig bestaan van de Nederlandse Spoorwegen een groot tegeltableau. Op een van de perrons van Station Haarlem is dit tableau in de muur verwerkt. Het door hem vervaardigde tableau van de Goudse Waag maakte deel uit van de overzichtstentoonstelling over Zenith in het MuseumgoudA in 2011.
Stolk trouwde op 29 december 1926 te Gouda met de uit Vlaardingen afkomstige Berendina Weijers. Hij overleed in april 1969 op 69-jarige leeftijd in zijn woonplaats Gouda.